# Кошехабль
Кошеха́бль (адыг. Кощхьабл) — аул в Республике Адыгея. Административный центр Кошехабльского муниципального района. Образует Кошехабльское сельское поселение.

## География
Расположен на левом берегу реки Лабы (приток Кубани), в равнинной части, на высоте 148 метров, напротив города Курганинска, в 60 км к северо-востоку от Майкопа. Железнодорожная станция Кошехабль на линии Армавир — Туапсе Северо-Кавказской ЖД. Площадь сельского поселения составляет 76,35 км² и делится на две части: северо-восточную, равнинную и юго-западную, предгорную.
Полезные ископаемые
Территория поселения богата песком, гравием, глиной и галькой. Найдены запасы природного газа.

## История
Аул основан в 1868 году непримиримыми (беглыми) кабардинцами.
Первоначально первопоселенцы проживали между станицей Михайловской нынешнего Курганинского муниципального района и лесом, что на правом берегу реки Лабы. Река часто меняла своё русло, поэтому селение часто затоплялось. Из-за чего в 1868 году Лабинский округ выделил жителям место на левом берегу. Но и на новом месте их часто беспокоила Лаба. Ввиду постоянной кочёвки с места на место аул был назван кочующим: Кош (адыг. Кощ) — переходить, переселяться; хабль (адыг. хьабл) — аул или квартал (что в сумме переводится как «кочующий аул»). Изначально аул носил имя Анзорей (аул Анзоровых).
Ныне сохранились следующие названия кварталов:
- Анзорей (адыг. Андзаурий) — принадлежащий Анзоровым,
- Кубатей (адыг. КIубэшIый, КIубэчый) — квартал Кубатовых,
- Докшукей (адыг. Дэхъущэкъуай) — квартал Докшуковых,
- Трамкуадж (адыг. Трамкъуадж) — аул Трамовых,
- Богупсей (адыг. Бэгупсей) — квартал Богупсовых[5][6].

Также существует аул Кош-Хабль в Карачаево-Черкессии, который до 1925 года был частью черкесского селения Зеюко. В речи зеленчукских черкесов этот аул носит название адыг. Куэшхьэблэ.

## Население
| 1959  | 1970  | 1979  | 1989  | 2002  | 2010  | 2011  |
| ----- | ----- | ----- | ----- | ----- | ----- | ----- |
| 5391  | ↗6529 | ↗6601 | ↗6935 | ↗7309 | ↘7239 | ↗7240 |
| 2012  | 2013  | 2014  | 2015  | 2016  | 2017  | 2018  |
| ↗7267 | ↗7321 | ↘7255 | ↘7193 | ↘7183 | ↗7202 | ↘7190 |
| 2019  | 2020  | 2021  | 2023  | 2024  |       |       |
| ↘7181 | ↘7157 | ↗7308 | ↗7359 | ↗7361 |       |       |

Национальный состав
Национальный состав аула по переписи населения 2010 года (из 7 239 проживающих в сельском поселении, 7 152 указали свою национальность):
- адыги (черкесы) — 6 174 чел. (86,33 %),
- русские — 783 чел. (10,95 %),
- армяне — 95 чел. (1,33 %),
- украинцы — 18 чел. (0,25 %),
- аварцы — 18 чел. (0,25 %),
- другие — 64 чел. (0,89 %).

По переписи населения 2021 года из 7308 проживающих в ауле, 7215 человека указали свою национальность
:
| Народ           | Численность, чел. | Доля от населения, % |
| --------------- | ----------------- | -------------------- |
| Адыги (Черкесы) | 6 368             | 88,26 %              |
| Русские         | 758               | 10,50 %              |
| Армяне          | 58                | 0,80 %               |

### Известные люди
- Керашев, Тембот Магометович — адыгейский писатель.
- Керашева, Зайнаб Ибрагимовна — лингвист, кавказовед и общественный деятель.
- Афаунов, Али Ибрагимович — учёный-медик (хирург).
- Бзасежев, Заурбий Адамович — адыгский историк, поэт, блогер.
- Зехов, Заурбий Хатутович — актёр театра и кино, артист Адыгейского драматического театра.
- Киржинов, Мухарбий Нурбиевич — тяжелоатлет.
- Бижев, Айтеч Магамедович —  военачальник.
- Тхаркахов, Мухарбий Хаджиретович — советский партийный, хозяйственный и российский государственный деятель.
- Карданов, Аскарбий Хаджибиевич — российский религиозный и общественный деятель.

## Инфраструктура
- Колония-поселение № 4 УФСИН России по РА[28].

### Улицы
| - Больничный переулок - Вокзальная - Восточная - Гагарина - Джаримова - Дзегаштова - Дружбы Народов - Железнодорожная - Заводская - Заречная - Инкубаторный переулок - Интернациональная - Кабардинская | - Керашева - Коммунистическая - Короткий переулок - Крупская - Кузнечная - Курашинова - Курганная - Лабинская - Ленина - Лесная - Мичурина - Молодёжная - Мостовая | - Набережная - Октябрьская - Первомайская - Пионерская - Полевая - Привокзальная - Пролетарская - Промышленная - Прямая - Речная - Рыбацкий - Свободная - Северная | - Советская - Совмена - Спортивная - Средняя - Степная - Теучежская - Тутукова (Школьная) - Ульянова - Хагауджа - Чапаева - Школьная (Тутукова) - Шовгенова - Южная |

## Образование
В ауле Кошехабль действуют две средние общеобразовательные школы